# Rugiboletus extremiorientalis
Rugiboletus extremiorientalis ist eine Pilzart aus der Familie der Dickröhrlingsverwandten (Boletaceae).

## Merkmale

### Makroskopische Merkmale
Der Hut ist halbkugelig bis breit gewölbt, mit einer mehr oder weniger filzigen Oberfläche und erreicht einen Durchmesser zwischen 8 und 11 Zentimetern. Er hat eine bräunlich gelbe, gelblich braune, hellbraun bis braune Farbe, und ist oft klebrig bei Feuchtigkeit. Der Rand ist oft eingekrümmt, im jungen Zustand normalerweise runzelig und rissig im Alter. Das Fleisch ist blassgelb bis hellgelb, ungefähr 2 Zentimeter dick und verfärbt sich nicht bei einer Verletzung.
Das Hymenophor, also der röhrentragende Teil des Hutes, ist angeheftet (adnex). Es ist gleich gefärbt wie die Röhren, nämlich gräulich gelblich. Diese sind klein, rund, 2,5 Millimeter im Durchmesser und 1 bis 2,58 Zentimeter lang. Auch sie verfärben sich nicht bei Verletzung
Der 9 Zentimetern lange und 2 Zentimeter dicke Stiel ist walzig geformt. Er ist hellgelb bis kanariengelb gefärbt und mit gleichfarbigen oder dunkleren bräunlich gelben Schuppen gesprenkelt. Manchmal besitzt er eine Faserung im unteren Teil.
Das Fleisch des Stiels ist blassgelb bis hellgelb gemischt mit einer braunen Tönung. Makrochemische Reaktionen werden nicht beobachtet.

### Mikroskopische Merkmale
Die Basidien sind 21–36 × 9–14 Mikrometer groß, keulig bis breit keulig, meist viersporig, manchmal aber auch ein- bis zweisporig. Die Sporen besitzen eine mehr oder wenige spindelige, ungleichseitige Form, sind 11–13 × 4–5 Mikrometer groß, hellgelb, glatt und färben sich nicht mit Jod (inamyloid). Die Hyphen des Huttramas sind zylindrisch und 4 bis 8 Mikrometer breit. Die dünnwandigen Cheilozystiden sind spindelig-bauchig bis spindelig-stachelspitzig oder auch keulig. Sie werden 22–35 × 5–8 Mikrometer groß. Die Pleurozystiden werden 20–60 × 7–13 Mikrometer groß, sind spindelig-bauchig bis bauchig und dünnwandig. Die Hutdeckschicht ist ein Ixotrichoderm mit braunen bis gelblich braunen, verzweigten, 3 bis 6 Mikrometer breiten Hyphen. Das Fleisch des Stiels besteht aus leicht dickwandigen parallel verlaufenden, 5 bis 10 Mikrometer breiten Hyphen. Schnallen sind keine vorhanden.

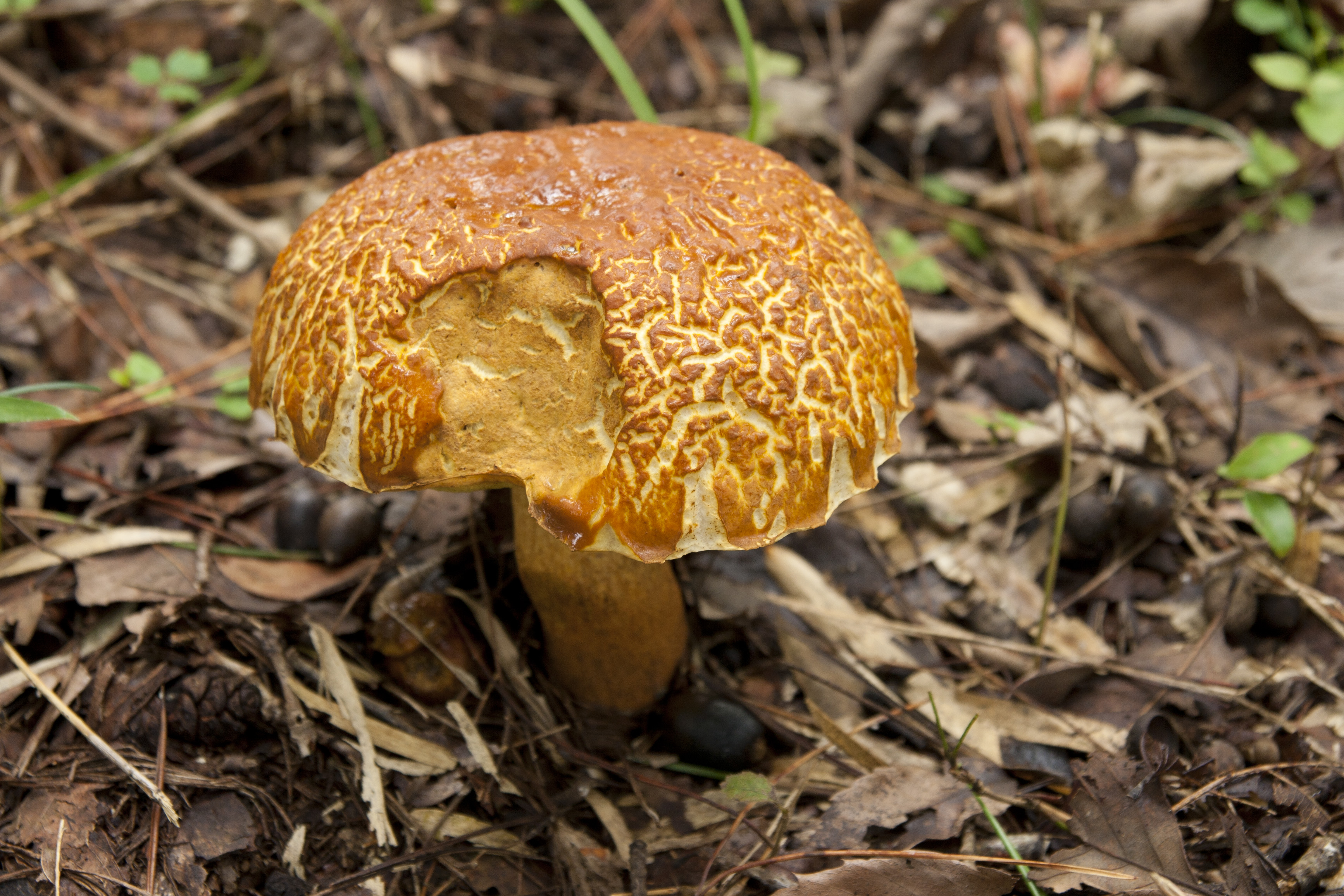
Rugiboletus extremiorientalis
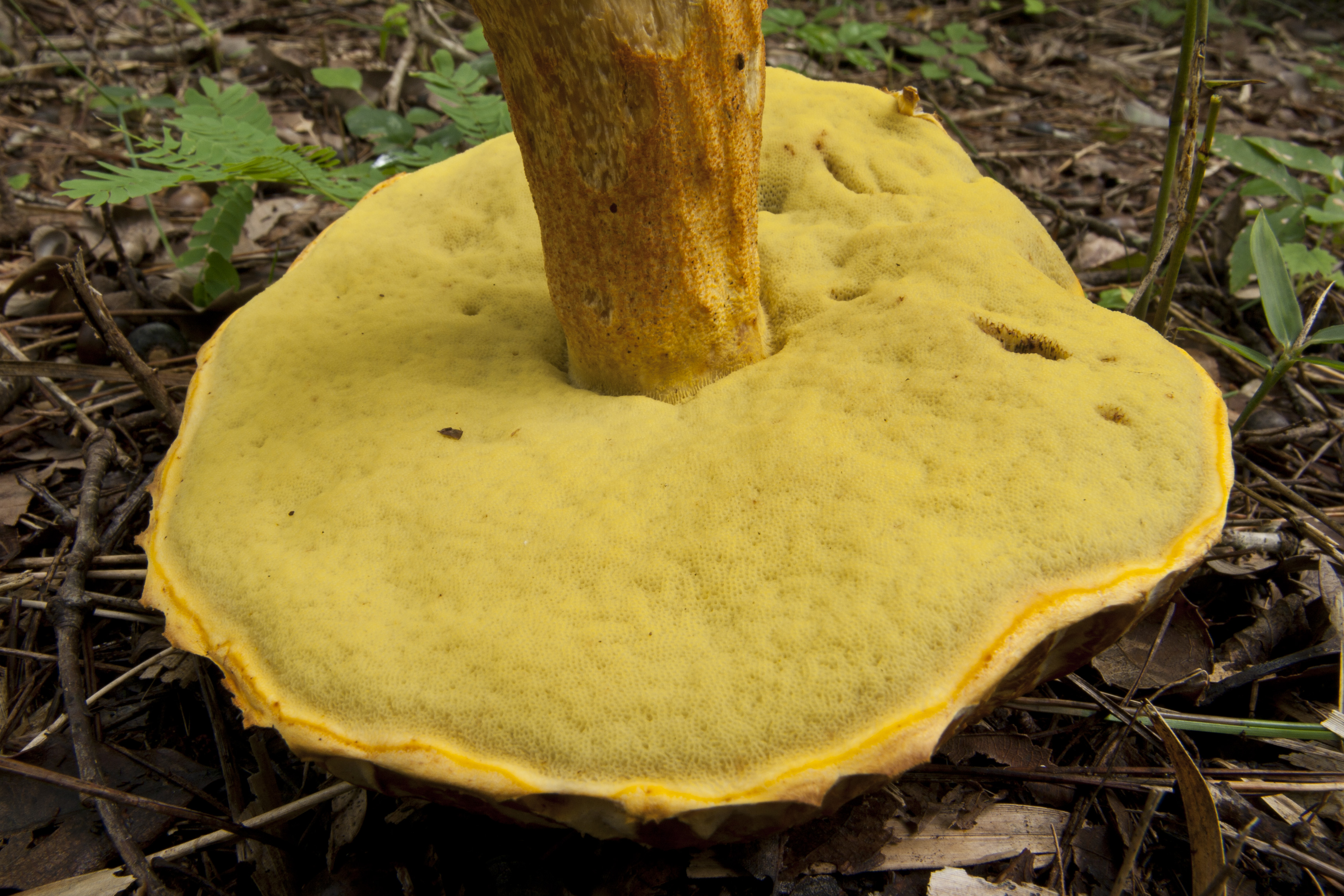
Rugiboletus extremiorientalis von unten

## Ökologie und Phänologie
Rugiboletus extremiorientalis wächst einzeln oder gesellig in Mischwäldern mit verschiedenen Kiefern wie Pinus yunnanensis und Pinus densiflora und Buchengewächse wie Eichen, Scheinkastanien und Lithocarpus-Arten oder auch in reinen Laubwäldern aus verschiedenen Buchengewächsen.

## Verbreitung
Rugiboletus extremiorientalis ist bisher aus dem südwestlichen, zentralen und nordöstlichen China, aus dem fernöstlichen Russland, aus Japan, Korea, Nepal und Thailand bekannt.

## Nutzung
Die Art ist, wie alle Verwandten, essbar. Sie wird wild gesammelt in China verkauft, zum Beispiel auf Märkten in Kunming.

## Systematik
Rugiboletus extremiorientalis wurde 1950 von der sowjetischen Mykologin Ljubov Nikolaevna Vassiljeva als Krombholzia extremiorientalis erstbeschrieben. Rolf Singer stellte die Art in die Gattung der Raufußröhrlinge (Leccinum). 2015 stellten die chinesischen Mykologen Gang Wu und Zhu L. Yang die neue Gattung Rugiboletus auf.